# Karl Richter (dirigent)
Karl Richter (Plauen, 15 oktober 1926 – München, 15 februari 1981) was een Duitse dirigent, organist, koorleider en klavecinist.
Hij studeerde in Dresden en Leipzig, was organist in de Thomaskirche (Leipzig) vanaf 1947. Hij verhuisde in 1951 naar München en richtte er het Münchener Bach-Chor en het Münchener Bach-Orchester op.   
In 1965 maakte hij met deze ensembles zijn Amerikaanse debuut in Carnegie Hall te New York.
Hoewel Karl Richter een enorm gamma aan werken speelde en dirigeerde (van Schütz tot Reger), werd hij vooral beroemd vanwege zijn Bach- en Händel-interpretaties. Vele van deze uitvoeringen werden door Deutsche Grammophon (Archiv Produktion) en Teldec op cd en dvd uitgebracht. Hij speelde de werken niet, zoals tegenwoordig gangbaar is, met "authentieke"  instrumenten en kleine bezettingen in het koor en orkest. Anderzijds brak hij met eerdere, door de romantiek ingegeven en aan de barok vreemde rubatopraktijken, en speelde en dirigeerde hij in een strikt tempo. Zijn uitvoeringen kenmerkten zich door frasering en een evenwichtige klank, waarbij vooral aan de houtblazers aandacht werd besteed. Het feestelijke, diepgravende en intensieve karakter van de muziek werd altijd naar voren gehaald. Richter streefde ernaar om de werken zo goed mogelijk tot hun recht te laten komen in de hedendaagse concertzalen.

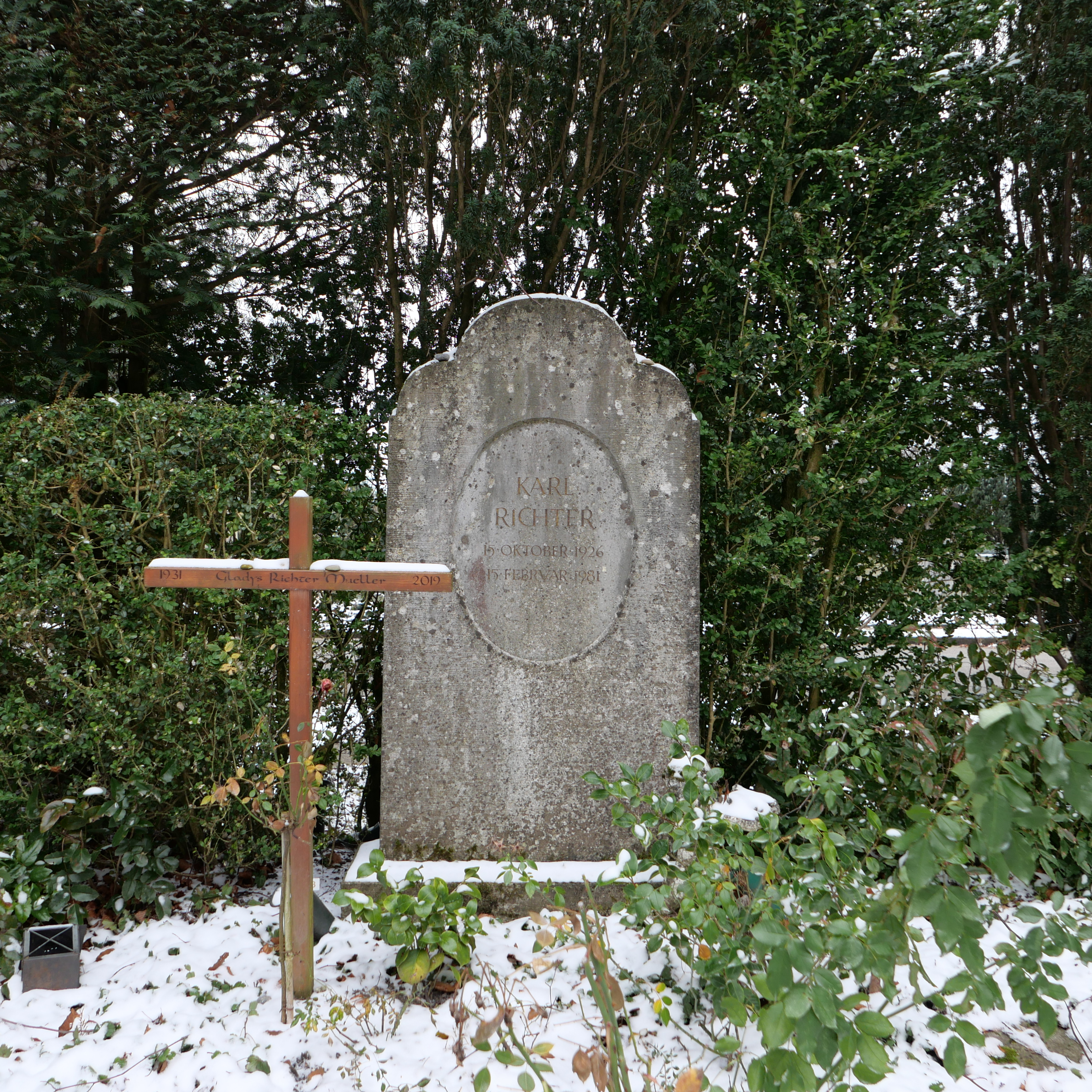
Het graf in januari 2024.

Ook genoot hij een reputatie als virtuoze organist en klavecinist. Op verschillende van zijn orkestrale Bach-opnames (onder meer van de Brandenburgse Concerten) combineerde hij de rol van dirigent met het spelen van de klavecimbelpartijen.
In 1981 overleed hij op 54-jarige leeftijd aan een hartaanval. Hij werd begraven op de begraafplaats van Enzenbühl in Zürich. Zijn vrouw Glady, geboren in 1931, stierf in 2019 en werd in hetzelfde graf begraven.

## Dvd
In 2006 werd er door Deutsche Grammophon een dvd uitgebracht over Karl Richter: Karl Richters Vermächtnis. Het is een documentaire over het leven van Karl Richter, afgewisseld met fragmenten van uitvoeringen waarin Karl Richter dirigeert en het orgel of het klavecimbel bespeelt.